# Comtat de Metz
El comtat de Metz fou una jurisdicció feudal de França, a Austràsia. Inicialment els reis francs anomenaven comtes a Metz on el bisbe gaudia cada vegada de més poder, però aquest comtes no es coneixen; la zona va quedar sota poder de Lotari I i després del seu fill Lotari II, i finalment la Lotaríngia va esdevenir el ducat de Lotaríngia dins el Sacre Imperi Romanogermànic. Al mateix temps els bisbes de Metz van nomenar uns comtes palatins encarregat de gestionar els afers de les extenses possessions eclesiàstiques al comtat, simultània però separadament dels comtes reials. Quan els comtes de Metz van esdevenir ducs de Lorena (Alta) les funcions comtals van passar als bisbes que les van delegar en els seus comtes palatins que així van exercir jurisdicció a tot el comtat. Finalment la funció comtal fou assolida pels bisbes el 1225.
Vegeu: Bisbat de Metz.

## Comtes reials
- 842?-862: Biví de Vienne, abat de Gorze, suposat comte de Metz
- 862?-890: Adalard († 890), fill del senescal Adalard marquès de Nèustria vers 861-865
- 890?-910: Gerard I[1] († 910), fill de l'anterior, casat amb Oda de Saxònia, vídua de Zuentibold, rei de Lotaríngia.
- 926-930: Matfrid († 930), germà, casat a Lantsint
- 930-944: Adalbert I († 944), fill, casat a Luitgarda, filla de Wigeric de Bidgau
- 944-963: Gerard II, net de Gerard I, fill de Godofreu de Baixa Lotaríngia, i d'Ermentruda filla de Carles el Simple
- 963-982: Ricard, probablement fill de Gerard II
- 982-1022: Gerard III († 1021/1033), fill, casat a Eva, filla de Sigifred, comte de Luxemburg
- 1022-1033: Adalbert II († 1037 o poc després), germà, casat vers 979 a Judit.
- 1033-1045: Gerard IV († 1045), fill, casat a Gisela
- 1045-1047: Adalbert III anomenat Adalbert d'Alsàcia († 1048), fill, duc de l'Alta Lotaríngia el 1047.
- 1047-1070: Gerard V († 1070), germà. Duc de l'Alta Lotaríngia que esdevingué el ducat de Lorena

## Comtes palatins
- 982-995: Folmar I de Bliesgau († 995), comte de Lunéville i de Metz.
- 995-1026: Folmar II († vers 1026), fill, casat amb Gerberga, possiblement filla de Godofreu I comte de Verdun i de Matilde de Saxònia, filla d'Hermann I de Saxònia, duc de Saxònia
- 1029-1056: Godofreu († 1056), fill, casat a Judit.
- 1056-1075: Folmar III († 1075), fill, casat amb Suanaquilda, vers 1070 assoleix el poder efectiu al comtat

## Comtes episcopals
- 1075-1111: Folmar IV († 1111), fill.
- 1111-1145: Folmar V († 1145), fill, casat a Matilde, filla d'Albert I, comte d'Eguisheim, de Dagsbourg i de Nordgau.
- 1145-1159: Hugues I († 1159), fill.
- 1145-1171: Folmar VI († 1171), germà. A la seva mort sense hereus el bisbe va donar el comtat a una branca de la família, un cosí germà
- 1171-1178: Hug II († 1178), comte d'Eguisheim i de Dagsbourg (Hug X), fils d'Hug IX, comte d'Eguisheim i de Dagsbourg, i net d'Albert I d'Eguisheim. Casat amb Luitgarda de Sulzbach.
- 1178-1212: Albert († 1212), fill. Casat a Gertruda de Baden.
- 1212-1225: Gertruda († 1225), filla. Casada en primeres noces el 1206 amb Tibald I († 1219), duc de Lorena i en segones noces el 1220 a Tibald i Teobald IV, comte de Xampanya, matrimoni que fou annul·lat el 1222; es va casar en terceres noces a Simó de Sarrebruck. A la mort de Gertruda, el bisbe de Metz, Joan I d'Apremont va unir el comtat als dominis episcopals.